# Bakary Gassama
Bakary Papa Gassama, född 10 februari 1979, är en gambiansk fotbollsdomare. Han har bland annat dömt matcher i Afrikanska mästerskapet 2013 och i VM i fotboll 2014. Han dömde även i Fifa Confederations Cup 2017.